# Flateyjarbók

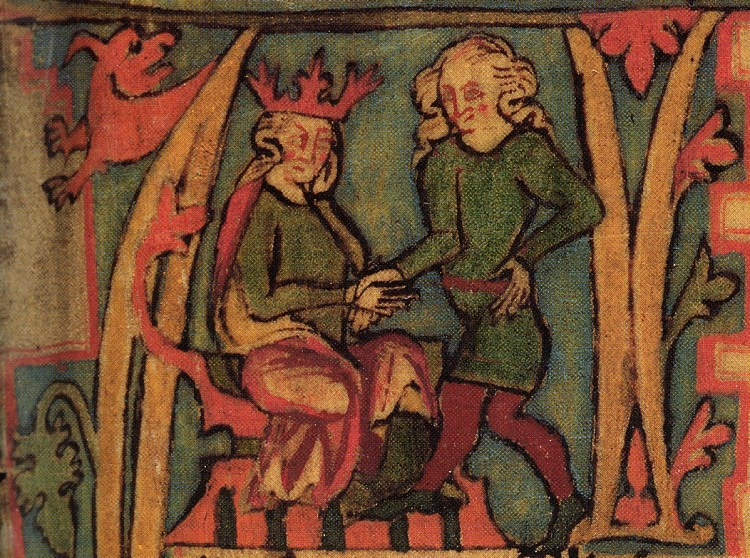
Passation de pouvoir entre Harald Ier de Norvège (à la couronne) et son père

Le Flateyjarbók (littéralement « Livre de l'Île-plate » d'après le nom de l'île Flatey) ou GKS 1005 fol. est un manuscrit islandais rédigé de 1387 à 1394. C'est le plus long des manuscrits islandais, le plus richement décoré et l'un des plus intéressants.

## Composition
Il se compose de plusieurs sagas, royales en particulier (sagas d'Óláfr Tryggvason, de saint Óláfr, de Sverrir, de Hákon Hákonarson), qui contiennent elles-mêmes un grand nombre de þættir, de poèmes (deux poèmes scaldiques : Geisli d'Einarr Skúlason et le Nóregs konungatal, un poème eddique : le Hyndluljóð, et une ríma : l’Óláfs ríma Haraldssonar) et de courts textes historiques.
Plusieurs de ces œuvres n'ont été conservées que dans le Flateyjarbók (Grœnlendinga saga, Sörla þáttr, Hyndluljóð par exemple).
Son introduction indique qu'il fut rédigé pour le compte de Jón Hákonarson, un riche propriétaire de Víðidalstunga, dans le nord de l'Islande, par deux prêtres, Jón Þórðarson et Magnús Þórhallsson (qui réalisa aussi les enluminures), en 1387.
Le Flateyjarbók comportait initialement 202 pages sur vélin, aux initiales enluminées et parfois historiées. 23 autres ont été ajoutées à la fin du XVe siècle, contenant notamment la Magnúss saga góða ok Haralds harðráða.
Au XVe siècle, le manuscrit appartenait à une famille vivant sur l'île de Flatey – d'où son nom, dans l'Ouest de l'Islande. En 1647, son propriétaire, Jón Finnsson, en fit don à l'évêque de Skálholt, Brynjólfur Sveinsson. Brynjólfur l'envoya, comme bien d'autres manuscrits, au roi Frédéric III de Danemark en 1656. Le Flateyjarbók fit partie de la Bibliothèque royale jusqu'en 1971. Le 21 avril, il fut solennellement restitué à l'Islande, en même temps que le Codex Regius. Il est aujourd'hui conservé à l'institut Árni-Magnússon, à Reykjavik.

## Contenu duFlateyjarbók

### Sagas
- Eiríks saga víðförla ;
- Óláfs saga Tryggvasonar en mesta ;
- Jómsvíkinga saga ;
- Færeyinga saga ;
- Orkneyinga saga ;
- Hallfreðar saga ;
- Grœnlendinga saga ;
- Óláfs saga helga ;
- Fóstbræðra saga ;
- Sverris saga ;
- Hákonar saga Hákonarsonar ;
- Magnúss saga góða ok Haralds harðráða ;
- Knýtlinga saga.

### Þættir
| - Sigurðar þáttr slefu ; - Þorleifs þáttr jarlaskálds ; - Þorsteins þáttr uxafóts ; - Þorvalds þáttr víðförla ; - Sörla þáttr ; - Stefnis þáttr Þorgilssonar ; - Rögnvalds þáttr ok Rauðs ; - Ögmundar þáttr dytts ; - Norna-Gests þáttr ; - Helga þáttr Þórissonar ; - Þorvalds þáttr tasalda ; - Finns þáttr ; - Hrómundar þáttr halta ; - Þorsteins þáttr skelks ; - Þiðranda þáttr ok Þórhalls ; - Svaða þáttr ok Arnórs kerlingarnefs ; - Þórhalls þáttr knapps ; - Eindriða þáttr ilbreiðs ; - Halldórs þáttr Snorrasonar ; - Orms þáttr Stórólfssonar ; - Hálfdanar þáttr svarta ; - Haralds þáttr hárfagra ; - Hauks þáttr hábrókar ; - Óláfs þáttr Geirstaðaálfs ; - Styrbjarnar þáttr Svíakappa ; | - Hróa þáttr ; - Eymundar þáttr ; - Tóka þáttr ; - Ísleifs þáttr biskups ; - Egils þáttr Síðu-Hallssonar ; - Eindriða þáttr ok Erlings ; - Þormóðar þáttr Kolbrúnarskálds ; - Ásbjarnar þáttr selsbana ; - Steins þáttr Skaptasonar ; - Rauðúlfs þáttr ; - Völsa þáttr ; - Nóregs konungatal ; - Þorvarðar þáttr krákunefs ; - Stúfs þáttr ; - Odds þáttr Ófeigssonar ; - Hemings þáttr Áslákssonar ; - Auðunar þáttr vestfirska ; - Sneglu-Halla þáttr ; - Halldórs þáttr Snorrasonar ; - Þorsteins þáttr forvitna ; - Blóð-Egils þáttr ; - Þorsteins þáttr Tjaldstœðings ; - Grænlendinga þáttr ; - Helga þáttr ok Úlfs ; - Játvarðar saga. |

### Poèmes
- Geisli ;
- Óláfs ríma Haraldssonar ;
- Hyndluljóð ;
- Nóregs konungatal.

### Textes historiques
- Extrait de la Gesta Hammaburgensis ecclesiae pontificum d'Adam de Brême ;
- Annales.

### Dans la culture
Le Flateyjarbók est un élément central du roman policier L'Énigme de Flatey  de l'écrivain islandais Viktor Arnar Ingólfsson, publié en 2002. L'œuvre est adaptée en 2018 pour la télévision islandaise sous la forme d'une  mini-série de 4 épisodes, Flateyjargátan, par le réalisateur Björn Br. Björnsson. Le titre anglais est The Flatey Enigma et le titre français L'Énigme de Flatey.